# Маян
Маян — населенный пункт (поселок), входящий в состав Усть-Багарякского се́льского поселе́ния Кунашакского района Челябинской области.
Поселок основан в 1963 при молочно-товарной ферме совхоза «Синарский»..

## География
Расположен в северо-восточной части района, на северной-восточной участке побережья озера Куракли-Маян (отсюда назв.). Расстояние до Кунашака — 60 км.

## Население
| 2002 | 2010 |
| ---- | ---- |
| 2    | ↗3   |

(в 1970—237, в 1983 — 75, в 1995 — 7)

## Улицы
- Озерная улица